# بری هاوکینز
بری هاوکینز (انگلیسی: Barry Hawkins؛ زادهٔ ۲۳ آوریل ۱۹۷۹) اسنوکرباز اهل بریتانیاست که سال ۱۹۹۶ حرفه‌ای شد. او در مسابقات اسنوکر ۲۰۱۳ قهرمانی جهان با شکست حریفانی همچون مارک سلبی و دینگ جونهوی شگفتی‌ساز شد و به فینال راه یافت اما در فینال به رونی اسالیوان باخت.